# Associazione Calcio Venezia 1993-1994
Questa voce raccoglie le informazioni riguardanti l'Associazione Calcio Venezia nelle competizioni ufficiali della stagione 1993-1994.

## Stagione
Nella stagione 1993-1994 il Venezia, allenato da Pietro Maroso, disputa il campionato di Serie B, dove si piazza in sesta posizione ottenendo 40 punti. Il torneo inizia con due batoste: nella prima giornata, vinta sul campo, arriva una sconfitta a tavolino per aver schierato un calciatore squalificato, mentre nella seconda subisce un cappotto (4-0) a Firenze. Nel girone di andata comunque la squadra arancioneroverde mette insieme 21 punti, svoltando al giro di boa alle spalle delle migliori; nel girone di ritorno mantiene la stessa posizione, senza inserirsi però nella lotta per la promozione.
Buono e imprevisto il percorso dei lagunari in Coppa Italia, dove all'esordio in tabellone eliminano il Monza; quindi nel secondo e terzo turno estromettono a sorpresa dal torneo due big quali Juventus e Fiorentina. Il cammino s'interrompe ai quarti di finale, dove gli arancioneroverdi lasciano strada a un'altra rivelazione, l'Ancona, futuro finalista.
Si mette in evidenza il giovane attaccante napoletano Raffaele Cerbone, prelevato in estate dalla Casertana e autore di 16 reti, 3 in Coppa Italia e 13 in campionato.

## Rosa
| N. |                   | Ruolo | Calciatore           |
| -- | ----------------- | ----- | -------------------- |
|    | Italia (bandiera) | C     | Fabio Bellotti       |
|    | Italia (bandiera) | A     | Enio Bonaldi         |
|    | Italia (bandiera) | A     | Giovanni Bonavita    |
|    | Italia (bandiera) | C     | Diego Bortoluzzi     |
|    | Italia (bandiera) | P     | Pierantonio Bosaglia |
|    | Italia (bandiera) | A     | Salvatore Campilongo |
|    | Italia (bandiera) | D     | Eupremio Carruezzo   |
|    | Italia (bandiera) | A     | Raffaele Cerbone     |
|    | Italia (bandiera) | D     | Mirko Conte          |
|    | Italia (bandiera) | D     | Filippo Dal Moro     |
|    | Italia (bandiera) | A     | Ignazio D'Amato      |
|    | Italia (bandiera) | C     | Pierluigi Di Già     |
|    | Italia (bandiera) | D     | Antonio Di Muoio     |
|    | Italia (bandiera) | C     | Roberto Fogli        |

| N. |                   | Ruolo | Calciatore        |
| -- | ----------------- | ----- | ----------------- |
|    | Italia (bandiera) | A     | Tomas Giro        |
|    | Italia (bandiera) | D     | Pietro Mariani    |
|    | Italia (bandiera) | P     | Andrea Mazzantini |
|    | Italia (bandiera) | P     | Roberto Menghini  |
|    | Italia (bandiera) | C     | Gennaro Merolla   |
|    | Italia (bandiera) | C     | Walter Monaco     |
|    | Italia (bandiera) | C     | Mauro Nardini     |
|    | Italia (bandiera) | A     | Gianluca Petrachi |
|    | Italia (bandiera) | D     | Andrea Poggi      |
|    | Italia (bandiera) | C     | Roberto Rossi     |
|    | Italia (bandiera) | D     | Cristian Servidei |
|    | Italia (bandiera) | D     | Paolo Tomasoni    |
|    | Italia (bandiera) | D     | Paolo Vanoli      |
|    | Italia (bandiera) | C     | Vittorio Vitale   |

## Risultati

### Serie B

#### Girone di andata
| Arbitro: | Franceschini (Bari) |

|                               |           |                      |
| Monaco 31’ Bonanno 75’ (aut.) | Marcatori | 73’ (rig.) Tarantino |

| Arbitro: | Cinciripini (Ascoli Piceno) |

|                                               |           |  |
| Effenberg 33’, 52’ Banchelli 49’ Robbiati 89’ | Marcatori |  |

| Arbitro: | Pellegrino (Barcellona Pozzo di Gotto) |

|                               |           |                      |
| Cerbone 46’, 82’ Petrachi 48’ | Marcatori | 45’, 90’ Cristallini |

| Arbitro: | Chiesa (Milano) |

|                      |           |                  |
| Provitali 78’ (rig.) | Marcatori | 9’, 62’ Petrachi |

| Arbitro: | Dinelli (Lucca) |

|                               |           |                          |
| Bonaldi 34’ (rig.) Monaco 36’ | Marcatori | 60’ Ripa 67’ Cappellacci |

| Arbitro: | Collina (Viareggio) |

|                  |           |  |
| Inzaghi 20’, 76’ | Marcatori |  |

| Vicenza 10 ottobre 1993 7ª giornata | Vicenza          | 0 – 0 | Venezia | Stadio Romeo Menti\| Arbitro: \| Baldas (Trieste) \| |
| Arbitro:                            | Baldas (Trieste) |       |         |                                                      |

| Arbitro: | Trentalange (Torino) |

|                                                        |           |  |
| Cerbone 48’ Bortoluzzi 52’ Petrachi 72’ Campilongo 90’ | Marcatori |  |

| Arbitro: | Lana (Torino) |

|               |           |             |
| Maiellaro 65’ | Marcatori | 11’ Cerbone |

| Arbitro: | Amendolia (Messina) |

|                |           |  |
| Campilongo 88’ | Marcatori |  |

| Palermo 14 novembre 1993 11ª giornata | Palermo         | 0 – 0 | Venezia | Stadio La Favorita\| Arbitro: \| Fucci (Salerno) \| |
| Arbitro:                              | Fucci (Salerno) |       |         |                                                     |

| Venezia 21 novembre 1993 12ª giornata | Venezia           | 0 – 0 | Pescara | Stadio Pierluigi Penzo\| Arbitro: \| Bonfrisco (Monza) \| |
| Arbitro:                              | Bonfrisco (Monza) |       |         |                                                           |

| Monza 28 novembre 1993 13ª giornata | Monza               | 0 – 0 | Venezia | Stadio Brianteo\| Arbitro: \| Borriello (Mantova) \| |
| Arbitro:                            | Borriello (Mantova) |       |         |                                                      |

| Arbitro: | Quartuccio (Torre Annunziata) |

|                |           |                |
| Campilongo 59’ | Marcatori | 46’ Joao Paulo |

| Padova 12 dicembre 1993 15ª giornata | Padova         | 0 – 0 | Venezia | Stadio Silvio Appiani\| Arbitro: \| Luci (Firenze) \| |
| Arbitro:                             | Luci (Firenze) |       |         |                                                       |

| Arbitro: | Tombolini (Ancona) |

|                                    |           |  |
| Campilongo 10’ (rig.) Servidei 60’ | Marcatori |  |

| Arbitro: | Ceccarini (Livorno) |

|              |           |  |
| Scugugia 32’ | Marcatori |  |

| Arbitro: | Racalbuto (Gallarate) |

|                          |           |              |
| Cerbone 62’ Petrachi 66’ | Marcatori | 70’ Bierhoff |

| Lucca 16 gennaio 1994 19ª giornata | Lucchese        | 0 – 0 | Venezia | Stadio Porta Elisa\| Arbitro: \| Treossi (Forlì) \| |
| Arbitro:                           | Treossi (Forlì) |       |         |                                                     |

#### Girone di ritorno
| Arbitro: | Braschi (Prato) |

|                     |           |              |
| Sorbello 20’ (rig.) | Marcatori | 42’ Petrachi |

| Arbitro: | Cardona (Milano) |

|  |           |                             |
|  | Marcatori | 15’ Effenberg 16’ Batistuta |

| Arbitro: | Lana (Torino) |

|           |           |  |
| Farris 2’ | Marcatori |  |

| Arbitro: | Pacifici (Roma) |

|                                       |           |  |
| Vanoli 26’ Campilongo 71’ Cerbone 89’ | Marcatori |  |

| Andria 20 febbraio 1994 24ª giornata | Fidelis Andria        | 0 – 0 | Venezia | Stadio Comunale\| Arbitro: \| Racalbuto (Gallarate) \| |
| Arbitro:                             | Racalbuto (Gallarate) |       |         |                                                        |

| Arbitro: | Nicchi (Arezzo) |

|  |           |            |
|  | Marcatori | 78’ Lunini |

| Venezia 6 marzo 1994 26ª giornata | Venezia            | 0 – 0 | Vicenza | Stadio Pierluigi Penzo\| Arbitro: \| Bolognino (Milano) \| |
| Arbitro:                          | Bolognino (Milano) |       |         |                                                            |

| Arbitro: | Bonfrisco (Monza) |

|                         |           |                             |
| Agostini 28’ Caccia 85’ | Marcatori | 45’ Vanoli 62’, 82’ Cerbone |

| Arbitro: | Tombolini (Ancona) |

|                    |           |  |
| Carruezzo 52’, 66’ | Marcatori |  |

| Arbitro: | Arena (Ercolano) |

|                       |           |            |
| Mazzantini 45’ (aut.) | Marcatori | 1’ Cerbone |

| Arbitro: | Lana (Torino) |

|                |           |  |
| Campilongo 56’ | Marcatori |  |

| Arbitro: | Brignoccoli (Ancona) |

|                                                 |           |               |
| Massara 2’ A. Carnevale 62’ (rig.) Compagno 86’ | Marcatori | 85’ Carruezzo |

| Arbitro: | Pacifici (Roma) |

|                           |           |            |
| Carruezzo 81’ Mariani 90’ | Marcatori | 37’ Pisani |

| Bari 1º maggio 1994 33ª giornata | Bari               | 0 – 0 | Venezia | Stadio San Nicola\| Arbitro: \| Stafoggia (Pesaro) \| |
| Arbitro:                         | Stafoggia (Pesaro) |       |         |                                                       |

| Arbitro: | Baldas (Trieste) |

|                          |           |  |
| Cerbone 1’ Carruezzo 17’ | Marcatori |  |

| Arbitro: | Pairetto (Nichelino) |

|                                  |           |                   |
| Gallo 23’ Neri 32’ Hagi 57’, 78’ | Marcatori | 38’, 85’ R. Rossi |

| Arbitro: | Cinciripini (Ascoli Piceno) |

|  |           |            |
|  | Marcatori | 73’ Hubner |

| Arbitro: | Rosica (Roma) |

|                                           |           |                         |
| Menolascina 44’ Bierhoff 49’ Spinelli 78’ | Marcatori | 52’ (rig.), 77’ Cerbone |

| Arbitro: | Treossi (Forlì) |

|                                                                     |           |                                    |
| Dal Moro 32’ R. Rossi 41’ Cerbone 52’ (rig.) Di Già 78’ Mariani 86’ | Marcatori | 33’ Rastelli 43’ Altomare 90’ Paci |

## Coppa Italia
| Arbitro: | Lana (Torino) |

|                      |           |                        |
| Artistico 40’ (rig.) | Marcatori | 6’ Di Già 120’ Bonaldi |

| Arbitro: | Fucci (Salerno) |

|                      |           |                       |
| R. Baggio 34’ (rig.) | Marcatori | 45’ (rig.) Campilongo |

| Arbitro: | Ceccarini (Livorno) |

|                                                    |           |                                                |
| Campilongo 46’, 70’ (rig.), 82’ (rig.) Cerbone 86’ | Marcatori | 45’ Marocchi 78’ (rig.) R. Baggio 88’ Di Livio |

| Arbitro: | Rodomonti (Teramo) |

|               |           |                  |
| Batistuta 65’ | Marcatori | 60’, 70’ Cerbone |

| Venezia 15 dicembre 1993 3º turno - Ritorno | Venezia          | 0 – 0 | Fiorentina | Stadio Pierluigi Penzo\| Arbitro: \| Baldas (Trieste) \| |
| Arbitro:                                    | Baldas (Trieste) |       |            |                                                          |

### Quarti di Finale
| Venezia 5 gennaio 1994 Andata | Venezia          | 0 – 0 | Ancona | Stadio Pierluigi Penzo\| Arbitro: \| Arena (Ercolano) \| |
| Arbitro:                      | Arena (Ercolano) |       |        |                                                          |

| Arbitro: | Amendolia (Messina) |

|                           |           |  |
| Vecchiola 14’, 76’ (rig.) | Marcatori |  |